# Hernani Azevedo Júnior
Hernani Azevedo Júnior (São Gonçalo do Sapucaí, 1994. március 27. –), egyszerűen csak Hernani, brazil labdarúgó, a Reggina középpályása, kölcsönben a Parma csapatától.